# Epsilon Aquarii
Epsilon Aquarii (ε Aqr) – gwiazda w gwiazdozbiorze Wodnika, znajdująca się w odległości około 208 lat świetlnych od Ziemi.

## Nazwa
Tradycyjna nazwa gwiazdy, Albali, wywodzi się z arabskiego ‏سعد ألبلع‎ sa'd al bulaʽ, co oznacza „szczęście połykacza”. Ten niejasny termin według Kazwiniego odnosi się do tego, że wraz z dwoma innymi gwiazdami leżącymi na skraju konstelacji (Mi i Ni Aquarii, zwanymi Albulaan) miały „połykać” światło innych. Grupa robocza Międzynarodowej Unii Astronomicznej do spraw uporządkowania nazewnictwa gwiazd zatwierdziła użycie nazwy Albali do określenia tej gwiazdy.

## Charakterystyka
Jest to biała gwiazda gwiazda typu widmowego B9,5, jaśniejsza i gorętsza od Słońca. Nie okrążają jej znane planety, ale nadwyżka promieniowania podczerwonego wskazuje, że otacza ją dysk materii. Gwiazda najprawdopodobniej kończy syntezę wodoru w hel w jądrze i zamienia się (lub już zamieniła) w podolbrzyma.